# True as Steel (album)
True as Steel è il terzo album in studio del gruppo heavy metal tedesco Warlock, pubblicato nel 1986.

## Tracce
1. Mr. Gold – 4:08
2. Fighting for Rock – 3:09
3. Love in the Danger Zone – 4:15
4. Speed of Sound – 3:28
5. Midnite in China – 4:42
6. Vorwärts, All Right! – 4:08
7. True as Steel – 3:30
8. Lady in a Rock 'n' Roll Hell – 3:46
9. Love Song – 4:01
10. Igloo on the Moon (Reckless) – 3:03
11. T.O.L. – 2:17

## Formazione
- Doro Pesch - voce
- Niko Arvanitis - chitarra
- Peter Szigeti	- chitarra
- Frank Rittel	- basso
- Michael Eurich - batteria